# Emil Okuliár
Emil Okuliár (* 22. května 1931) je bývalý československý lyžař.

## Lyžařská kariéra
Na VII. ZOH ve Cortina d'Ampezzo 1956 skončil v běhu na lyžích ve štafetě na 4x10 km na 8. místě. Startoval na mistrovství světa 1954 ve Falunu. Mistr republiky v běhu na lyžích na 15 km z roku 1954.